# Coreno Ausonio
Coreno Ausonio ist eine Gemeinde in der Provinz Frosinone in der italienischen Region Latium mit 1514 Einwohnern (Stand 31. Dezember 2023). Sie liegt 140 km südöstlich von Rom und 62 km südöstlich von Frosinone.

## Geographie
Coreno Ausonio liegt in den Monti Ausoni am Abhang des Monte Maio (940 m). Es ist Mitglied der Comunità Montana L’Arco degli Aurunci.
Die Nachbarorte sind Ausonia, Castelforte (LT), Castelnuovo Parano, Minturno (LT), Santi Cosma e Damiano (LT), Spigno Saturnia (LT) und Vallemaio.

### Verkehr
Coreno Ausonio ist über die Via Ausonia, SS 630, von Minturno nach Cassino, an das italienische Fernstraßennetz angebunden.

## Bevölkerungsentwicklung
| Jahr      | 1861 | 1881 | 1901 | 1921 | 1936 | 1951 | 1971 | 1991 | 2001 |
| --------- | ---- | ---- | ---- | ---- | ---- | ---- | ---- | ---- | ---- |
| Einwohner | 1947 | 2011 | 2297 | 2411 | 2312 | 2197 | 1706 | 1876 | 1738 |

Quelle: ISTAT

## Politik
Simone Costanzo (Lista Civica: Coreno Bene Comune) amtiert seit der Wahl vom 26. Mai 2019 als neuer Bürgermeister.